# ひる貝カレー
ひる貝カレー（ひるがいカレー）は、北海道余市町のご当地カレー。ヒル貝（イガイ）を入れたカレーライスである。2023年度に文化庁の100年フード「未来の100年フード部門」に認定された。
余市町ではカレーに肉の代わりにヒル貝を使うことが多く、長らく親しまれていた料理であったが、ヒル貝の漁獲量が減ったことから希少なメニューとなっていた。
「地域おこし協力隊」（余市観光協会支援員）として活動する籾木勝巳が企画、開発を行い、第1回『CHEF-1グランプリ』でグランプリを獲得した下國伸（旭川市出身）が監修を行い、2023年10月から試作を行って完成したのがひる貝カレーである。2024年2月にはレトルトパックの商品化も行われている。